# Kosmodrom Jiuquan
Das Kosmodrom Jiuquan (chinesisch 酒泉衛星發射中心 / 酒泉卫星发射中心, Pinyin Jiǔquán Wèixīngfāshèzhōngxīn), auch bekannt als „20. Basis der chinesischen Volksbefreiungsarmee für Erprobung und Ausbildung“ (中國人民解放軍第二十試驗訓練基地 / 中国人民解放军第二十试验训练基地,  Zhōnggúo Rénmín Jiěfàngjūn Dì Èrshí Shìyàn Xùnliàn Jīdì), kurz „Basis 20“ (第20基地), ist der älteste und größte Weltraumbahnhof der Volksrepublik China. Er liegt in einer abgelegenen und dünn besiedelten Region in der Wüste Gobi ca. 200 km nordöstlich der Stadt Jiuquan im Ejin-Banner des Alxa-Bundes der Autonomen Region Innere Mongolei, etwa 1600 km von Peking entfernt.

## Namensgebung
Die etwas irreführende Bezeichnung des Kosmodroms hat historische Gründe. Das Ejin-Banner gehörte seit 1928 zur Provinz Ningxia. Die Nordwest-Armee eroberte das Gebiet 1948 von der Kuomintang, danach kam das Banner zum Provinzbezirk (专区, Pinyin Zhuānqū) Jiuquan. Als im Juli 1969 ein Teil des Alxa-Bundes zur Inneren Mongolei kam, verblieb das Ejin-Banner zunächst bei Jiuquan in der Provinz Gansu. Erst bei der Verwaltungsreform am 1. Juli 1979 kam das Banner zur Inneren Mongolei. Das Kosmodrom liegt eigentlich auf dem Gebiet der Großgemeinde Dongfeng (东风镇, d. h. „Ostwind“), aber, obwohl sich mit der Satellitentechnik der Grund für Geheimhaltung erübrigt hat, ist der fest eingebürgerte Name geblieben.

## Ballistische Raketen
Zu verdanken hat China des Kosmodrom Jiuquan letztendlich Joseph McCarthy. Der Raketenwissenschaftler Qian Xuesen, Professor am California Institute of Technology, war am 26. April 1951 wegen Kommunismus-Verdacht in Pasadena unter Hausarrest gestellt worden und konnte erst im September 1955 durch Vermittlung von Zhou Enlai nach China ausreisen. Am 6. August 1956 eröffnete Verteidigungsminister Peng Dehuai im Drei-Ehrentore-Gebäude in der Vorderen Jingshan-Straße 20, Peking, das sogenannte „Fünfte Büro“ (第五局, Pinyin Dìwǔ Jú) unter der Leitung von Zhong Fuxiang (钟夫翔, 1911–1992), mit Qian Xuesen als Chefingenieur. Am 8. Oktober 1956 wurde in Peking das „5. Forschungsinstitut des Verteidigungsministeriums“ (国防部第五研究院, Pinyin Guófángbù Dìwǔ Yánjiūyuàn) gegründet, das im März 1957 das Personal des Fünften Büros übernahm. Qian Xuesen wurde Leiter des Instituts, das sich mit der Entwicklung der chinesischen Atombombe befasste.
Für die ersten chinesischen Atombomben waren leistungsfähige Trägerraketen nötig. Qian Xuesen war 1936 einer der Mitbegründer des Jet Propulsion Laboratory gewesen und hatte als Experte 1945, noch in Deutschland, Wernher von Braun betreffs der Heeresversuchsanstalt Peenemünde verhört. Von daher hatte er eine ziemlich genaue Vorstellung, was für die Entwicklung einer solchen Langstreckenrakete nötig war. Im Laufe des Sommers 1957 erarbeiteten er und seine Kollegen vom 5. Forschungsinstitut einen „Entwurf eines Planes für den Bau eines Raketenschießplatzes mit Versuchsgelände“ (关于建设导弹靶场和试验场的规划;草案), den sie der Zentralen Militärkommission zur Begutachtung vorlegten. Die ZMK unter der Leitung von Mao Zedong beschloss den Plan umzusetzen.
Am 5. September 1957 wurde die „Kommission für die Vorbereitung des Baus eines Schießplatzes“ (靶场筹建委员会, Pinyin Bǎchǎng Chóujiàn Wěiyuánhuì) gegründet, mit Generalleutnant Qiu Chuangcheng (邱创成, 1912–1982, Politkommissar der Artillerie) als Vorsitzendem und Generalmajor Zhang Tingfa (张廷发, 1912–2010, Luftwaffe), Generalmajor Chen Wenbiao (陈文彪, 1910–1962, stellvertretender Leiter des Zeugamts beim Generalstab) sowie Generalmajor Liu Bingyan (刘秉彦, 1915–1998, 5. Forschungsinstitut) als seinen Stellvertretern. Am 25. September 1957, wurde auf Anweisung von Verteidigungsminister Peng Dehuai ein „Schießplatz-Vorbereitungs-Büro“ (靶场筹备处, Pinyin Bǎchǎng Chóubèichù) eingerichtet, das die interne Bezeichnung „Einheit 0029“ (0029部队, Pinyin 0029 Bùdùi) erhielt. Generalmajor Zhang Yixiang (张贻祥, 1909–1999), Kommandeur des Schieß- und Waffenerprobungsplatzes Baicheng, sollte der Leiter des Büros werden, unterstützt von Großoberst (大校) Lü Lin (吕琳, 1914–2009), Politkommissar bei der 21. Raketenartillerie-Division der Chinesischen Volksfreiwilligenarmee in Nordkorea. Noch bevor Zhang Yixiang Ende 1957 in Peking eintraf, begann man mit den konkreten Planungen.
Am 24. April 1957 hatte Vizepremier Nie Rongzhen darauf hingewiesen, dass man für die Entwicklung der Raketentechnologie Hilfe von außerhalb benötigen würde. Am 7. September 1957 reiste unter seiner Leitung eine Delegation mit neun Experten für Industrie und Luftfahrt, darunter Qian Xuesen, in die Sowjetunion und verhandelte dort über Fragen des Technologietransfers. Am 15. Oktober 1957 unterzeichneten Vizepremier Nie und Michail Georgijewitsch Perwuchin, stellvertretender Vorsitzender des Ministerrats der UdSSR, das „Übereinkommen zwischen der Chinesischen Regierung und der Regierung der Sowjetunion über die Herstellung neuartiger Waffen und militärischer Ausrüstung sowie den Aufbau einer umfassenden Atomindustrie in China“. Auf der Basis dieses Übereinkommens traf am 30. Dezember 1957 eine Gruppe sowjetischer Experten unter der Leitung von Generalmajor Lev Mikhailovich Gaidukov (1911–1999) in Peking ein, um China beim Aufbau des Raketenversuchsgeländes zu unterstützen.
In dem Übereinkommen vom 15. Oktober 1957 war festgelegt, dass China und die Sowjetunion den Ort für das Versuchsgelände gemeinsam bestimmen sollten. Der Standort sollte außerhalb der 1000 km Reichweite der MGM-1 Matador-Marschflugkörper mit W5-Nuklearsprengköpfen sein, die von den USA im Mai 1957 auf der taiwanesischen Luftwaffenbasis Tainan stationiert wurden. Damit schied der gesamte Bereich zwischen Kanton und Shanghai von vornherein aus. Das Schießplatz-Vorbereitungs-Büro traf eine Vorauswahl von möglichen Standorten in der Inneren Mongolei. Nach Neujahr 1958 überflog Büroleiter Zhang Yixiang zusammen mit den sowjetischen Experten die vorgesehenen Gebiete von Hailar und Solon bis Ulanhad und Eren Hot.
Die genannten Orte lagen im Osten der Inneren Mongolei, in Reichweite von Generalmajor Zhangs altem Standort Baicheng, und waren verkehrstechnisch gut erschlossen. Aus Sicherheitsgründen entschied man sich dann jedoch dafür, den Raketenschießplatz im dünn besiedelten Westen der Region einzurichten. Eine Militärbasis für mehrere tausend Menschen konnte man aufgrund des Bedarfs and Trink-, Brauch- und Löschwasser nicht mitten in die Wüste Gobi setzen. Im Gebiet des Ejin-Banners, am Unterlauf des Heihe, fand man jedoch einen Ort, der einerseits abgelegen war, andererseits aber über den Grenzübergang Shivee Khuren und die Mongolei von der Sowjetunion aus relativ günstig erreicht und mit technischer Ausrüstung beliefert werden konnte.

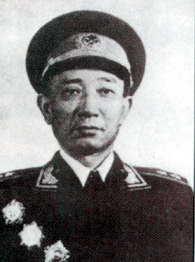
Sun Jixian, von 1958 bis 1962 Kommandant des Kosmodroms

Im März 1958 wurde der Führungsstab des 20. Korps der Chinesischen Volksfreiwilligenarmee zusammen mit der Politischen Abteilung und einem Teil der Mannschaften unter größtmöglicher Geheimhaltung aus Nordkorea zurückbeordert; der stellvertretende Korpskommandeur Sun Jixian (孙继先, 1911–1990) war bereits im Oktober 1957 nach China zurückgekehrt. Am 27. März 1958 wurde in Peking offiziell die „Chinesische Mehrzweck-Versuchs-Basis für Raketen; Schießplatz“ (中国导弹综合试验基地; 靶场) gegründet, die dort stationierte Einheit unter dem Kommando von Generalleutnant Sun Jixian erhielt den Namen „20. Korps der chinesischen Volksbefreiungsarmee“ (中国人民解放军第二十兵团, Pinyin Zhōnggúo Rénmín Jiěfàngjūn Dì Èrshí Bīngtuán), d. h. die halblegale Schattenarmee aus dem Koreakrieg wurde in die regulären Streitkräfte der Volksrepublik China überführt. Am 20. Oktober 1958, ein halbes Jahr nach dem Beginn der Bauarbeiten am 11. April 1958, erhielt das Versuchsgelände in der Wüste Gobi die Bezeichnung „20. Ausbildungsbasis der chinesischen Volksbefreiungsarmee“ (中国人民解放军第二十训练基地, Pinyin Zhōnggúo Rénmín Jiěfàngjūn Dì Èrshí Xùnliàn Jīdì). Der Name „20. Korps“ wurde seitdem nicht mehr verwendet, während die umgangssprachliche Bezeichnung „Basis 20“ bis heute gebräuchlich ist.
Unter sowjetischer Anleitung ging der Ausbau des Raketentestgeländes gut voran. Man orientierte sich an den Anlagen und der Technik am Testgelände Kapustin Jar sowie dem Kosmodrom Baikonur, von wo die Sowjetunion am 21. August 1957 die weltweit erste Interkontinentalrakete gestartet hatte. Im November 1958 beauftragte Kommandant Sun Jixian das VBA-Filmstudio (八一电影制片厂, Pinyin Bāyī Diànyǐng Zhìpiànchǎng), aus Soldaten der Basis und örtlichen Abiturienten einen Trupp zu bilden, der den Baufortschritt dokumentieren sollte.
Der sowjetische Ministerpräsident Nikita Sergejewitsch Chruschtschow und Verteidigungsminister Malinowski waren am 31. Juli 1958 zu einem geheimen Besuch in Peking, um eine weitergehende militärische Zusammenarbeit zu besprechen. Dabei kam es zu einem schweren Streit mit Mao Zedong, der dies als einen Angriff auf die chinesische Souveränität wertete. Chruschtschow kehrte kommentarlos nach Moskau zurück und verkündete am 20. Juni 1959, dass sich die Sowjetunion von dem Technologietransfer-Übereinkommen von 1957 zurückziehen würde, angeblich weil sie mit Großbritannien und den USA über ein Atomteststoppabkommen verhandeln würde. Am 16. Juli 1960 setzte Chruschtschow die Volksrepublik China in Kenntnis, dass sämtliche sowjetischen Experten zurückberufen werden würden. Bis Ende August 1960 hatten alle 1390 Männer und Frauen das Land verlassen.

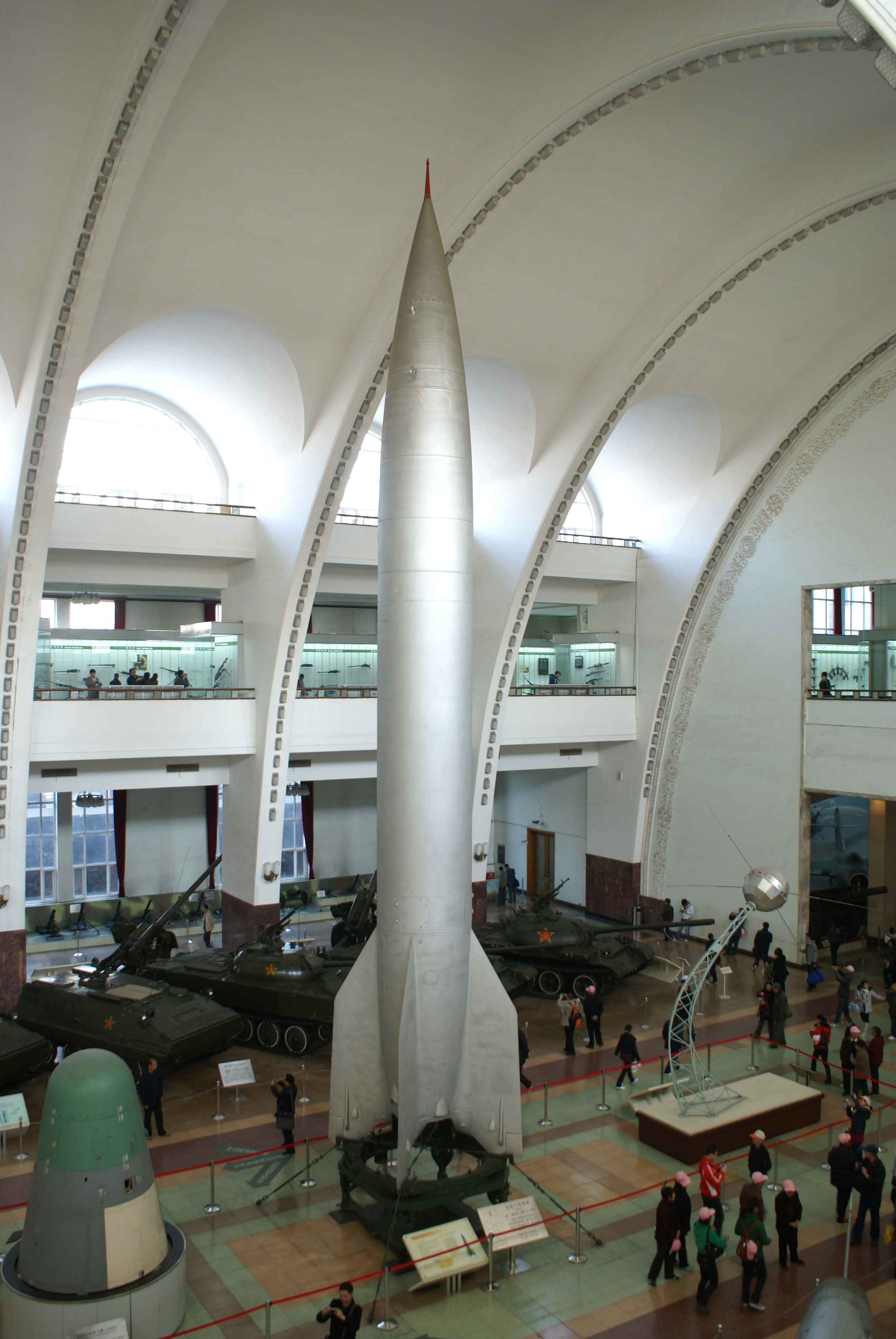
Dongfeng 1

Zu diesem Zeitpunkt war Qian Xuesen mit seinen Arbeiten an der ersten chinesischen Rakete, eine Kopie der sowjetischen R-2-Kurzstreckenrakete, schon weit fortgeschritten. Die R-2 basierte ihrerseits auf der deutschen V2 und so war er mit dem Konstruktionsprinzip vertraut. Am 5. November 1960 startete die 17,68 m hohe Rakete, die bei einem Startgewicht von 20,4 t eine Nutzlast von 1,3 t bis zu 590 km weit tragen konnte, in Anwesenheit von Vizepremier Nie Rongzhen und Qian Xuesen von der Basis 20. Am 12. September 1964 wurde der Kurzstreckenrakete nachträglich der Name „Ostwind 1“ bzw. „Dongfeng 1“ gegeben.
Bis Januar 1962 war das Kosmodrom der Volksbefreiungsarmee unterstellt, danach direkt dem 5. Forschungsinstitut des Verteidigungsministeriums. Generalleutnant Sun Jixian wurde zum stellvertretenden Leiter des Instituts befördert. Zu seinem Nachfolger als Standortkommandant wurde sein bisheriger Stellvertreter Generalmajor Li Fuze (李福泽, 1914–1996) ernannt. Gut zwei Jahre später ging dann die Verantwortung für das Kosmodrom an die „Kommission der chinesischen Volksbefreiungsarmee für Wissenschaft und Technik in der Landesverteidigung“ über, die am 16. Oktober 1958 aus der „Kommission für Luftfahrtindustrie beim Verteidigungsministerium“ hervorgegangen war und, wie ihre Vorgängerorganisation, unter dem Vorsitz von Vizepremier Nie Rongzhen stand, der seit dem 15. Februar 1958 alle Aktivitäten mit Bezug zu Raketen und Kernwaffen koordinierte.
Am 16. Oktober 1964 detonierte auf dem Kernwaffentestgelände Lop Nor die erste chinesische Atombombe. Diese war für den Abwurf von Flugzeugen konzipiert, aber bereits seit 1959 arbeitete das 5. Forschungsinstitut an einer von der sowjetischen R-12 Mittelstreckenrakete inspirierten Rakete. Der erste Start am 21. März 1962 glückte zwar, aber nach nur 69 Sekunden Flugzeit geriet die Rakete außer Kontrolle und schlug in der Wüste ein. Die Rakete wurde von Grund auf neu konstruiert, und der zweite Versuch am 29. Juni 1964 war erfolgreich. Die „Dongfeng 2A“ genannte Rakete war 20,61 m hoch und konnte bei einem betankten Startgewicht von 31,9 t eine Nutzlast von bis zu 1,5 t gut 1000 km weit transportieren, also von China aus zum Beispiel – wie auf einer Besprechung an jenem Tag als Ziel ausgegeben – einen Atomsprengkopf nach Japan tragen, um die dortigen US-Basen zu treffen bzw. das Massaker von Nanking zu rächen. Dies wurde am 27. Oktober 1966 demonstriert, als eine Dongfeng 2A einen 1,2 t schweren Gefechtskopf mit einer Sprengkraft von 12 kT vom Kosmodrom Jiuquan über 800 km zum Kernwaffentestgelände Lop Nor trug, wo er genau am Ziel in der Atmosphäre detonierte. Beim Start waren wieder Vizepremier Nie Rongzhen sowie Qian Xuesen persönlich anwesend.
Außer Japan fühlte sich auch die UdSSR vom chinesischen Raketenprogramm bedroht, insbesondere nachdem es 1969 am Grenzfluss Ussuri sowie an der Dsungarischen Pforte zu bewaffneten Zusammenstößen zwischen beiden Ländern gekommen war. Die Spannungen wuchsen und auf dem Höhepunkt der Krise im September 1969 wurde von der Sowjetunion sogar ein nuklearer Erstschlag erwogen. Daraufhin erließ Verteidigungsminister Lin Biao am 18. Oktober 1969 den „Befehl Nr. 1“ (林副统帅一号战斗号令, Pinyin Lín Fùtǒngshuài Yīhào Zhàndòu Hàolìng), mit dem die gesamten Streitkräfte des Landes in höchste Alarmbereitschaft versetzt wurden. Die auf dem Kosmodrom stationierten Pioniere rückten aus und legten mehr als zwei Monate lang in den Bergen nördlich des Geländes Tunnelsysteme und Einmann-Höhlen an, aus denen ein an dieser Stelle befürchteter artilleristisch unterstützter Infanterie-Angriff erwidert werden sollte.

Emblem der Raketenstreitkräfte

Lin Biao ordnete an, dass sich alle militärischen Einheiten weit verstreuen sollten. Nach einer längeren Planungsphase wurden schließlich im September 1975 mehrere Abteilungen aus dem Kosmodrom Jiuquan herausgelöst und weg von der Grenze nach Süden verlegt:
- Prüfabteilung 5 (第五试验部, Pinyin Dì Wǔ Shìyànbù) wurde zur 25. Basis der chinesischen Volksbefreiungsarmee für Erprobung und Ausbildung, Kelan (heute „Kosmodrom Taiyuan“)
- Prüfabteilung 6 (第六试验部, Pinyin Dì Liù Shìyànbù) wurde zur 26. Basis der chinesischen Volksbefreiungsarmee für Erprobung und Ausbildung, Qiaonan (heute „Satellitenkontrollzentrum Xi’an“)
- Arbeitsbereich 7 (第七工区, Pinyin Dì Qī Gōngqū) wurde zur 27. Basis der chinesischen Volksbefreiungsarmee für Erprobung und Ausbildung, Mianning (heute „Kosmodrom Xichang“)[27]

Auf dem Kosmodrom Jiuquan werden heute Mittel- und Langstreckenraketen getestet. Am 18. Mai 1980 wurde von dort die erste chinesische Interkontinentalrakete Dongfeng 5A (东风-5甲) erfolgreich gestartet. Nach einer Flugzeit von 29 Minuten und 57 Sekunden traf sie 9070 km weiter östlich das Zielgebiet im Pazifischen Ozean. Abhängig von der Traglast beträgt die tatsächliche Reichweite dieser Rakete 13.000 bis 15.000 km. Damit sind vom chinesischen Festland alle Kontinente erreichbar, außer Südamerika. Das neueste Modell, die Dongfeng 5C mit 10 einzeln programmierbaren Sprengköpfen, wurde im Januar 2017 allerdings vom Kosmodrom Taiyuan aus gestartet.
Der für ballistische Raketen zuständige Teil des Kosmodroms Jiuquan unterstand bis zum 31. Dezember 2015 dem 2. Artillerie-Korps, seitdem den Raketenstreitkräften der Volksbefreiungsarmee, die dort auch eine Fachschule für Interkontinentalraketen (大型号导弹中专) betreiben.

## Trägerraketen

### Unbemannte Raumfahrt
Im Januar 1965 machte Qian Xuesen der Kommission für Wehrtechnik der Volksbefreiungsarmee den Vorschlag einen Satelliten ins All zu schicken. Kommissionsvorsitzender Nie Rongzhen sowie Premierminister Zhou Enlai billigten Qians Plan, dem die Bezeichnung „Projekt 651“ gegeben wurde, also „Das im Januar 1965 begonnene Projekt“. Daneben wurde ab der zweiten Jahreshälfte 1965 mit der Arbeit an einer dreistufigen Trägerrakete, der Changzheng 1 (Langer Marsch 1), begonnen. Diese Trägerrakete auf der Basis der Dongfeng 3, der ersten vollständig selbst entwickelten Mittelstreckenrakete der Volksrepublik China, sollte den Satelliten in eine erdnahe Umlaufbahn bringen.
Dies gestaltete sich aufgrund der im Frühsommer 1966 ausgebrochenen Kulturrevolution ausgesprochen schwierig. Am 10. Juni 1968 hatten Revolutionäre Rebellen (造反派, Pinyin Zàofǎn Pài) des Ausrüstungs-Forschungsinstituts (设备研究所, Pinyin Shèbèi Yánjiūsuǒ) mehrere hundert Hirten etc. aus der Umgebung aufgehetzt und griffen mit ihnen gemeinsam das auf dem Kosmodrom stationierte Pionierregiment an, umzingelten deren Unterkünfte und „verhafteten“ Regimentskommandeur Sun Peisheng (孙培生). Die Pioniere rückten mit zwei Kompanien aus und befreiten ihren Kommandeur, woraufhin die Revolutionären Rebellen das Verwaltungsgebäude des Regiments verwüsteten. Die Auseinandersetzungen zogen sich noch mehr als einen Monat lang hin. Zu diesem Zeitpunkt waren keine Atomsprengköpfe auf dem Kosmodrom gelagert, aber ernsthafte Arbeit war nicht mehr möglich. Nach einem ersten Fehlstart einer Testversion der Rakete Langer Marsch 1 am 16. November 1969 wurde dann jedoch am 24. April 1970 Chinas erster Satellit, Dong Fang Hong I (东方红, also „Der Osten ist rot“), vom Kosmosdrom Jiuquan aus ins Weltall befördert.
Im August 1965 konzipierte Qian Xuesen den „Drei Satelliten Plan“ (三星规划, Pinyin Sān Xīng Guīhuà):
1. Dong Fang Hong I
2. Zur Erde zurückkehrender Satellit
3. Kommunikationssatellit in geostationärer Umlaufbahn

Parallel zur Arbeit an dem Satelliten Dong Fang Hong I begann die Chinesische Akademie der Wissenschaften im August 1965 mit der Entwicklung eines Satelliten, der unbeschadet zur Erde zurückkehren konnte. Qian Xuesen selbst war zwar im Rahmen der Kulturrevolution am 23. Januar 1967 bis zu einem gewissen Grad entmachtet worden, aber die Arbeit an dem zunächst „Chinesischer Rückkehr-Satellit“ (中国返回式卫星, Pinyin Zhōngguó Fǎnhuí Shì Wèixīng) genannten Projekt lief im Stillen weiter. Qian sah die Rückkehrkapsel als ersten Schritt zur bemannten Raumfahrt, aber Zhou Enlai hatte den Wissenschaftlern untersagt, in ein Weltraumrennen mit der Sowjetunion und den USA einzutreten, sie sollten sich stattdessen auf die Entwicklung von Satelliten zu konzentrieren, die für den Aufbau des Landes nützlich waren.
Also wurden die „Bahnbrecher“ genannten Satelliten mit einer Kamera ausgerüstet und für militärische sowie zivile Fernerkundung genutzt. Beim ersten Start mit einer Changzheng 2 Rakete am 5. November 1974 erreichte der Satellit die Umlaufbahn noch nicht, aber beim zweiten Versuch am 26. November 1975 glückte dies. Bahnbrecher 1-1, für den Zivilgebrauch FSW-0-1 genannt, landete drei Tage später, am 29. November 1975 auf dem Gebiet der Volkskommune Yingpan (营盘公社) im Sondergebiet Liuzhi der Provinz Guizhou. Zwischen 1975 und 2005 wurden vom Kosmodrom Jiuquan aus insgesamt 22 Satelliten der Bahnbrecher-Serie gestartet, von denen – mit einer Ausnahme 1993 – alle sicher zur Erde zurückkehrten.
Am 19. Mai 1974 beauftragte Zhou Enlai drei junge Angestellte des 1998 aufgelösten Ministeriums für Post- und Fernmeldewesen (邮电部, Pinyin Yóudiàn Bù) mit den Planungen für einen geostationären Kommunikationssatelliten. Der Plan wurde der Zentralen Militärkommission am 30. März 1975 zur Beratung vorgelegt und am nächsten Tag von Mao Zedong genehmigt. Daher wurde das Unterfangen zunächst „Projekt 331“ genannt. Alle diese später Dong Fang Hong II genannten Satelliten wurden ab dem 29. Januar 1984 vom Kosmodrom Xichang in Sichuan gestartet.
Insgesamt gesehen wurden vom Kosmodrom Jiuquan mehr Raketenstarts durchgeführt als von allen anderen Startplätzen in China. Dies hängt unter anderem mit den günstigen klimatischen Bedingungen in der Wüste Gobi zusammen. Die relative Luftfeuchtigkeit am Startplatz beträgt 35 %–55 %, nur im Sommer regnet es gelegentlich, und gegen Sandstürme wurden im Juni 1958 Pappelreihen als Schutzwall gepflanzt, so dass im Durchschnitt an 300 Tagen im Jahr Raketenstarts möglich sind. Im Rahmen von Deng Xiaopings Reform- und Öffnungspolitik begann man am 26. Oktober 1985, auf dem nationalen und internationalen Markt kommerzielle Satellitenstarts mit Trägerraketen der Bauart Changzheng 2 und Changzheng 3 anzubieten. Seitdem wird für die Außendarstellung der Name 中国酒泉卫星发射中心 bzw. „Jiuquan Satellite Launch Center“ verwendet. Es dauerte jedoch noch zwei Jahre, bis mit dem französischen Matra-Konzern der erste ausländische Kunde akquiriert werden konnten. Am 5. August 1987 startete von Jiuquan aus mit einer Changzheng 2C-Trägerrakete der Rückkehrsatellit Bahnbrecher 1-9, der fünf Tage lang für das damalige Ministerium für Luftfahrtindustrie Mikrogravitations-Experimente durchführte und am 10. August 1987 sicher zur Erde zurückkehrte.
Am 2. November 2003 wurde mit der Startrampe 94 auf dem südlichen Startgelände eine zusätzliche Startrampe in Betrieb genommen. Diese wird bislang für Satellitenstarts mit Trägerraketen vom Typ Changzheng 2C und Changzheng 2D sowie Changzheng 4B und Changzheng 4C genutzt, die alle diergole, bei Raumtemperatur gelagerte Flüssigtreibstoffe verwenden. Am 25. September 2015 fand dort auch der Erstflug der wie eine Mittelstreckenrakete aus ihrer Transportröhre startenden Changzheng-11-Feststoffrakete statt, für die jedoch seit dem 9. November 2016, ebenfalls auf dem Südgelände, ein eigener Startplatz zur Verfügung steht – der „Startplatz 95A“ (95A场坪) – von wo auch die Kuaizhou-1A der ExPace GmbH startet, ebenso wie die Zhuque 1 von LandSpace bei ihrem einzigen Flug 2018.

Emblem der Strategischen Kampfunterstützungstruppe

Organisatorisch gehörte das Kosmodrom seit Juli 1982 zu der am 10. Mai 1982 aus der „Kommission für Wehrtechnik der Volksbefreiungsarmee“ sowie zwei weiteren Behörden hervorgegangenen Kommission für Wissenschaft, Technik und Industrie für Landesverteidigung. Als dann im April 1998 das Hauptzeugamt der chinesischen Volksbefreiungsarmee gegründet wurde, wurde das Kosmodrom dieser Behörde unterstellt. Mit der am 1. Januar 2016 in Kraft getretenen Militärreform wurde das Hauptzeugamt aufgelöst, und seitdem untersteht das Kosmodrom Jiuquan mit seinen 2800 km² und allen 13.000 Menschen, die Ende 2019 dort lebten, der Hauptabteilung Satellitenstarts, Bahnverfolgung und Steuerung der Strategischen Kampfunterstützungstruppe, der an jenem Tag in Dienst gestellten 5. Teilstreitkraft der Volksbefreiungsarmee.
Am 12. September 2024 startete die von China unabhängig entwickelte wiederverwendbare Testrakete „Zhuque-3“ erfolgreich. Die Zhuque-3 ist das Nachfolgemodell von Zhuque 2.

### Bemannte Raumfahrt
Die Hauptabteilung Raumfahrt der Strategischen Kampfunterstützungstruppe befasst sich zwar hauptsächlich mit Aufklärungs- und Kommunikationssatelliten, sowie der Betreuung des Beidou-Satellitennavigationssystems, aber auch das am 5. Januar 1998 gegründete Raumfahrerkorps der Volksbefreiungsarmee untersteht seit 2017 dieser Abteilung.
Die Rückkehrsatelliten vom Typ „Bahnbrecher“ können als erste Schritte zur bemannten Raumfahrt gesehen werden. 1992 begann im Rahmen des bemannten Raumfahrtprogramms die Entwicklung der Changzheng 2F. Um die fast 60 m hohe Rakete zu starten, legten die auf dem Kosmodrom stationierten Pioniere südöstlich des Heihe in den Jahren 1994 bis 1998 unter großen Schwierigkeiten das sogenannte „Startgelände 91“ (91号发射阵地) an, das einen eigenen Bahnanschluss erhielt. Ab 1996 baute die staatseigene Schwermaschinenfabrik Taiyuan (太原重型机械厂, heute 太重集团) nach vom Ingenieur- und Planungsbüro (工程设计研究院) der damaligen Kommission für Wissenschaft, Technik und Industrie für Landesverteidigung entworfenen Plänen einen 105,52 m hohen und 2300 t schweren Versorgungsturm, der im Dezember 1997 fertig auf dem Startgelände montiert war.

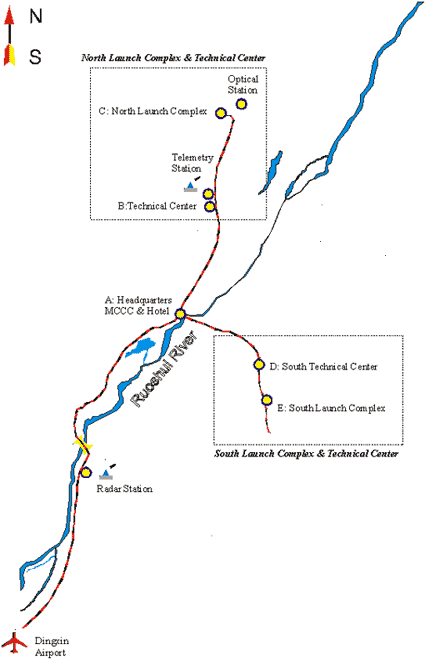
Das Kosmodrom Jiuquan (2007)

Etwa 1,5 km nordwestlich der Startrampe baute das 8. Ingenieurbüro (中国建筑第八工程局, Pinyin Zhōnggúo Jiànzhù Dì Bā Gōngchéngjú), ursprünglich eine Pioniereinheit und seit 1983 eine Tochtergesellschaft der China State Construction Engineering, unter der Bezeichnung „Projekt 920-520“ ein 86,1 m hohes Raumfahrzeugmontagegebäude, das zwei Hallen für die Endmontage der Raketen enthält, mit einer Grundfläche von jeweils 26,8 × 28 m und einer lichten Höhe von 81,6 m. Das hängt damit zusammen, dass in dem 1992 beschlossenen Programm bereits festgelegt war, dass in der zweiten Phase Rendezvous-Manöver erprobt werden sollten. Das erforderte den kurz aufeinanderfolgenden Start zweier Raumflugkörper, also die quasi parallele Montage zweier Raketen. Aus diesem Grund wurden auch zwei jeweils 750 t schwere, mit Elektromotoren auf verschweißten Schienen mit einer Spurbreite von 20 m fahrende Starttische beschafft, auf denen die stehend montierten Raketen vom Typ Changzheng 2F vom Raumfahrzeugmontagegebäude die anderthalb Kilometer zur Startrampe gebracht werden. Da das Kosmodrom im Konfliktfall ein Primärziel ist, wurde das Gebäude sehr massiv ausgeführt, mit einer 13.000 t schweren Betondecke. Um Probleme mit dem in der Wüste Gobi ständig in der Luft schwebenden Staub auszuschließen, ist das Gebäude voll klimatisiert, wie ein Reinraum.
Etwa 100 m westlich des hohen Montagegebäudes für die Raketen befindet sich der Gebäudekomplex, wo die mit Transportflugzeugen einzeln angelieferten Module des insgesamt 9,25 m langen Shenzhou-Raumschiffs senkrecht übereinander montiert werden: zuunterst das Servicemodul, darauf die Rückkehrkapsel und zuoberst das Orbitalmodul. Seit der Aufnahme der bemannten Flüge zur Chinesischen Raumstation am 17. Juni 2021 ist dort immer ein fertig montiertes Raumschiff eingelagert, das bei einem Notfall innerhalb von achteinhalb Tagen für Rettungseinsätze startbereit gemacht werden kann. Wenn kein Notfall eintritt, wird das eingelagerte Raumschiff für die nächste Mission verwendet und parallel dazu ein neues Rettungsraumschiff montiert. Die Betankung und Verpackung des Raumschiffs in die Nutzlastverkleidung erfolgt ebenfalls in diesem Gebäudekomplex.
Die mit der Bahn angelieferten Raketenstufen werden in der südwestlichen Halle (die „Halle 02“ bzw. 02大厅) des Raumfahrzeugmontagegebäudes montiert: zuerst wird die erste Stufe senkrecht auf den fahrbaren Starttisch gestellt und daran die frei hängenden, von unten nicht gestützten Booster befestigt, dann die zweite Stufe der Rakete darauf gesetzt. Anschließend wird die soweit montierte Rakete aus dem Gebäude herausgefahren und die die nordöstliche Halle (die „Halle 01“ bzw. 01大厅) umgesetzt, um die Halle 02 für die Montage einer Rettungsrakete freizumachen. In der Halle 01 wird das in die Nutzlastverkleidung verpackte Raumschiff auf die Trägerrakete gesetzt und darauf die Rettungsrakete montiert. Einige Tage vor dem Start wird die fertige Rakete an die Startrampe gefahren, wo – geschützt durch aufklappbare Flügeltüren – letzte Tests und die Betankung der Rakete erfolgen.

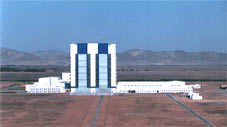
Raumfahrzeugmontagegebäude von Südosten, links der Kontrollraum

Der Kontrollraum des Kosmodroms, von dem aus die Starts abgewickelt werden, befindet sich in einem dreistöckigen Anbau auf der Südwestseite des Raumfahrzeugmontagegebäudes. Für die Unterbringung der Raumfahrer und ihrer Betreuer wurde ab März 2001 der sogenannte „Himmelsbefragungspavillon“ (问天阁) gebaut, in Wahrheit ein größerer Gebäudekomplex. Um eine runde Halle, in der Journalisten und Politiker mit den durch eine Glasscheibe geschützten Raumfahrern vor dem Start sprechen können, sind zweistöckige Gebäude mit einer Selbstbedienungskantine und medizinischen Räumlichkeiten im Erdgeschoss sowie Hotelzimmern im Obergeschoss gruppiert. Im September 2003 wurde der Komplex bei Chinas erster bemannter Mission Shenzhou 5 in Betrieb genommen.
Der eigentliche Beginn der bemannten Raumfahrt in China lässt sich auf den 20. November 1999 datieren, als um 06:30 Ortszeit eine Trägerrakete vom Typ Changzheng 2F mit dem später als „Shenzhou 1“ bekannten Raumschiff, noch ohne Besatzung, von der Startrampe 91 abhob. Auch im weiteren Verlauf starteten alle Shenzhou-Raumschiffe von dort. Außerdem startete am 29. September 2011 von Startrampe 91 eine Changzheng 2F/T mit dem ersten chinesischen Weltraumlabor Tiangong 1. Am 15. September 2016 folgte das Weltraumlabor Tiangong 2 und am 4. September 2020 der experimentelle Raumgleiter Chongfu Shiyong Shiyan Hangtian Qi.

### Ostwind-Landeplatz
Für die Rückkehr der Raumfahrer wurden zwei Landeplätze ausgewiesen. Der ursprüngliche Hauptlandeplatz liegt rund 1700 km östlich des Kosmodroms, auf dem Gebiet des Dörbed-Banners, etwa 80 km nördlich von Hohhot und von dort über die Provinzstraße 101 gut zu erreichen. Der ursprüngliche Reserve-Landeplatz, auch „Ostwind-Landeplatz“ (东风着陆场, Pinyin Dōngfēng Zhuólùchǎng) genannt, liegt in der Badain-Jaran-Wüste südlich des Kosmodroms. Da dieser Ort ein unebenes Gelände mit hohen Sanddünen und Oasenseen hat, wurde für die bemannten Raumflüge zunächst nur der Hauptlandeplatz genutzt, mit nur für den Fall eines plötzlichen Wetterwechsels am Reserve-Landeplatz stationierten Mannschaften. Der Abstand der beiden Landeplätze war so gewählt, dass dort üblicherweise unterschiedliche Wetterbedingungen herrschten.
Als China jedoch im Juni 2016 mit einer vom Kosmodrom Wenchang auf der Insel Hainan gestarteten Trägerrakete das erste Modell einer neuen Mehrzweck-Rückkehrkapsel testete (ohne Besatzung), landete diese noch 20-stündiger Flugzeit plangemäß am 26. Juni 2016 um 15:41 Ortszeit auf dem Ostwind-Landeplatz.
Da im Laufe der Jahre die Bevölkerungsdichte im Dörbed-Banner und den umliegenden Gebieten zunahm, und um eine optimale medizinische Versorgung der von Langzeitaufenthalten auf der Chinesischen Raumstation zurückkehrenden Raumfahrer sicherzustellen, wurde 2021 nach einem erfolgreichen Test bei der Mission Shenzhou 12 der Ostwind-Landeplatz zum neuen Primärlandeplatz für bemannte Missionen erklärt.
Aus Treibstoffersparnisgründen wird der Orbit der Raumstation für Landungen nicht eigens optimiert. Das bedeutet, dass die Landekapsel bei einer außerplanmäßigen Abkoppelung in einem relativ breiten Ost-West-Bereich niedergehen kann. Hierfür steht in der Badain-Jaran-Wüste wesentlich mehr Platz zur Verfügung – die unbewohnte Fläche umfasst dort das zehnfache des ursprünglichen Hauptlandeplatzes im Dörbed-Banner.
Der Landeplatz im Dörbed-Banner wird jedoch immer noch als Reserve bereitgehalten, das Gebäude beim Šira-Mören-Kloster mit den Hubschrauberlandeplätzen wird weiterhin gewartet. Als Regel gilt jedoch, dass die Raumfahrer, sofern es die Ressourcen erlauben, bei schlechtem Wetter in der Nähe des Kosmodroms lieber einige Tage länger in der Raumstation bleiben und nur bei Notfällen im Dörbed-Banner landen sollen.
Ein weiterer Vorteil des Ostwind-Landeplatzes ist, dass die Bergungsmannschaft, bestehend aus einem Hubschraubertrupp und einem Fahrzeugtrupp, nicht nur bei Landungen von Raumfahrern zum Einsatz kommen, sondern auch die bei allen Raketenstarts über der Wüste abgeworfenen Booster und Raketenstufen einsammeln kann. Da die Mannschaft auf dem Kosmodrom stationiert ist, steht sie nicht  nur für den halbjährlichen Besatzungswechsel auf der Chinesischen Raumstation, sondern auch für außerplanmäßige Notlandungen, wie sie bei der Mission Shenzhou 12 geübt wurden, jederzeit zur Verfügung.
Für die Wettervorhersage, Bahnverfolgung etc. nutzt die Bergungsmannschaft die vorhandenen Einrichtungen des Kosmodroms. Da es sich bei der Badain-Jaran-Wüste um sandiges Gelände handelt, das – anders als das Grasland des Dörbed-Banners – nicht für Weidewirtschaft genutzt wird, gibt es dort keine negativen Auswirkungen durch Evakuierungsanordnungen bei bevorstehenden Landungen. Auf der anderen Seite kann der Landeplatz von Reisegruppen besichtigt werden und fördert damit den örtlichen Tourismus.

### LandSpace-Areal
Ab Spätsommer 2020 baute das private Raumfahrtunternehmen LandSpace im südlichen Teil des Kosmodromgeländes eine Montagehalle, ein Verwaltungsgebäude und einen Startplatz mit der Möglichkeit zur Betankung von Raketen mit kryogenen Treibstoffen, die sogenannte  „Startrampe 96“ (96号工位). Von dort startete am 14. Dezember 2022 die mit Methan und Flüssigsauerstoff betriebene, horizontal aus der Montagehalle zum Startplatz gefahrene und dann aufgerichtete Zhuque 2 zu ihren Erstflug,  der allerdings aufgrund einer Fehlfunktion der zweiten Raketenstufe misslang. Die nach Süden gestartete Rakete stürzte nach einem Parabelflug mit einer Gipfelhöhe von 400 km in den Golf von Bengalen; auf dem Kosmodrom gab es keinerlei Schäden.
Am 12. Juli 2023 erreichte dann mit dem zweiten Exemplar der Zhuque 2 von der Startrampe 96 weltweit erstmals eine methangetriebene Rakete das All.
Auf der Startrampe 96 sollen zunächst 12 Starts pro Jahr in erdnahe und sonnensynchrone Umlaufbahnen möglich sein.

### Kommerzielles Startgelände
Ab September 2018 wurde auf dem südlichen Startgelände, 16 km südwestlich der Startrampen für Raketen der Baureihen Langer Marsch 2, Langer Marsch 3 und Langer Marsch 4, ein Test- und Startgelände für kommerzielle Raketenstarts (商业发射区) aufgebaut.
Dort nutzt die Zhongke Raumfahrterkundungstechnik GmbH ein 13 ha großes Stück Land für Zwischenlagerung und Start ihrer Feststoffrakete Lijian-1. Um die 135 t schwere Rakete, die am 27. Juli 2022 ihren Erstflug absolvierte, vor dem Start in einer horizontalen Position überprüfen und dann aufrichten zu können, baute die Firma eine sehr aufwendige Startanlage mit einer fahrbaren Schutzhalle (力箭一号发射工位).
Die Space Pioneer GmbH besitzt dort ein Gelände für den Start der aus Tanklastwagen betankten, flüssigkeitsgetriebenen Tianlong-2. Bei dieser Methode ist kein Startturm nötig, sondern die Rakete wird mit einem Tieflader zum Startplatz gefahren und hydraulisch aufgerichtet.

## Obst- und Gemüsezucht
Am Standort des Kosmodroms sinken die Temperaturen im Winter auf bis zu −34 °C und steigen im Sommer auf bis zu 42 °C. Der Boden erhitzt sich dann auf 80 °C, während im ganzen Jahr nur 40 mm Niederschläge fallen. Ackerbau zum Zwecke der Selbstversorgung findet zwar schon seit 1958 statt, kann aber den Nahrungsbedarf nur sehr begrenzt decken. Daher wurde 2008 auf einem 6700 m² großen Gelände der „Grüne Garten“ (绿苑) gebaut. Die Anlage besteht aus einer großen, klimatisierten Glashalle, einer Anzuchthalle sowie dem zusammen mit dem Institut für Gemüsezucht (蔬菜研究所) der Fakultät für Landwirtschaft und Biotechnologie (农业与生物技术学院) der Zhejiang-Universität betriebenen Gemeinsamen Labor für Gobi-Landwirtschaft (戈壁农业联合实验室).
Pro Jahr werden dort 1,8 Millionen Jungpflanzen von etwa 70 Gemüsesorten erzeugt und zum Teil selbst angebaut, von Spanischem Pfeffer über Auberginen und Tomaten bis zu diversen Gurken- und Melonensorten.
Seit der Aufnahme der bemannten Flüge zur Chinesischen Raumstation kommen regelmäßig nicht nur die Raumfahrer selbst, sondern auch eine große Zahl von Betreuern auf das Kosmodrom. Speziell zur Versorgung der Kantine im Himmelsbefragungspavillon (siehe oben) wurde im März 2021 eine moderne Gemüsefabrik in Betrieb genommen. In einer 725 m² großen, fensterlosen und hermetisch geschlossenen Halle wachsen auf Hydrokultur-Regalen unter LED-Beleuchtung hauptsächlich Salat, Kohl, Tomaten, Gemüsepaprika und Gurken heran. Temperatur, Luftfeuchtigkeit, CO2-Gehalt der Luft sowie die Zufuhr der Nährlösung sind präzise geregelt, sodass von der Aussaat bis zur Ernte teilweise nur 35 Tage vergehen. Da es in dem geschlossenen Gebäude keine Probleme mit Schädlingen gibt, kann man auf Pflanzenschutzmittel verzichten und das Gemüse entspricht den Anforderungen der für Raumfahrer vorgeschriebenen Bio-Lebensmittel.
Seit März 2022 baut die Eisenbahnverwaltung des Kosmodroms mit Unterstützung der Zhejiang-Universität in eigenen Treibhäusern tropisches Obst an, um den aus ganz China kommenden Soldaten und ihren Familien ein Heimatgefühl zu vermitteln. Die Treibhäuser sind über feste Datenleitungen mit dem Institut für Gemüsezucht in Hangzhou verbunden, wo die für das Gemeinsame Labor zuständige Forschungsgruppe unter der Leitung von Yu Jingquan (喻景权, * 1963) das Projekt mitbetreut, die jungen Obstbäume ständig überwacht und gegebenenfalls Warnungen und Handlungsanweisungen an die Soldaten auf dem Kosmodrom übermittelt. Im Jahr 2023 wurden dort unter anderem verschiedene Arten von Drachenfrucht, Maulbeeren, Erdbeeren, Pampelmusen, Feigen und Pappelpflaumen angebaut.

## Märtyrerfriedhof
An der Straße von der Hauptverwaltung des Kosmodroms zum südlichen Startgelände befindet sich der Ostwind-Friedhof für revolutionäre Märtyrer (东风革命烈士陵园). Dort sind Stand 2023 mehr als 760 Soldaten, Zivilangestellte und deren Familienangehörige begraben, die dort seit der Gründung des Kosmodroms ums Leben kamen, viele, aber nicht alle, bei hungerbedingten Arbeitsunfällen während des Großen Sprungs nach vorn. Außerdem sind dort 13 Generäle sowie ein Teil der Asche von Feldmarschall Nie Rongzhen bestattet.
Das Durchschnittsalter der Toten beträgt 27 Jahre.

## Verkehrsanbindung
Hochstehende Persönlichkeiten können seit 1959 den Flughafen der „Erprobungs- und Ausbildungsbasis der Luftwaffe der chinesischen Volksbefreiungsarmee“ (中国人民解放军空军试验训练基地) in Dingxin (鼎新镇), etwa 100 km südlich des Kosmodroms, benutzen.
Im Sommer 1960 wurde die Lanzhou-Xinjiang-Eisenbahn (Baubeginn 1952) bis Jiuquan für den Verkehr freigegeben. Die Fahrt von Peking dauerte damals 4 bis 5 Tage,
heute mit dem Schnellzug 33 Stunden.
Von Jiuquan aus ist das Kosmodrom mit dem Auto zu erreichen, zunächst über die Provinzstraße 214 in Richtung Norden, dann über die Gemeindestraße 440 nach Südosten bis Dingxin, und schließlich über die Hangtian-, also Raumfahrt-Straße am Fluss Heihe entlang nach Norden bis zum Tor der Anlage. Für die knapp 250 km benötigt man im Normalfall gut 5 Stunden. Außerdem führt eine 300 km lange Güterzug-Strecke, auf der in einzelne Stufen zerlegte Raketen und Versorgungsgüter transportiert werden, direkt zum Kosmodrom.
Seit dem 17. Dezember 2013 kann das Kosmodrom auch über den Regionalflughafen Ejin-Toorai (11 km nordwestlich der Bannerhauptstadt Dalaihub) und die Staatsstraße S217/S315 erreicht werden.